# Arnett Gardens Football Club
Pour les articles homonymes, voir Arnett (homonymie).
Maillots
Actualités
L'Arnett Gardens Football Club est un club jamaïcain de football basé à Kingston.

## Historique
- 1977 : fondation du club par fusion de All Saints et de Jones Town

## Palmarès
- Championnat de Jamaïque (5)
  - Champion : 1978, 2001, 2002, 2015, 2017

- Coupe de Jamaïque
  - Finaliste : 1996

- CFU Club Championship
  - Finaliste : 2002

## Anciens joueurs
- Onandi Lowe : (1998-1999), (2004-2005) et (2008)
- Walter Boyd : 1997-99, 2001-04 et 2007-08